# Белёвский 71-й пехотный полк
71-й пехо́тный Белёвский полк — воинская часть Русской императорской армии. С 1819 г. входил в 18-ю пехотную дивизию.
Полковой праздник — день Св. Троицы.

## Места дислокации
16 июня 1764 года согласно указу Правительствующему Сенату,, п. 3 «Оным полкам непременныя квартиры определяются в нижеписанных городах и по уездам их: … Белёвскому в Гадич…»
в 1820 — Зарайск Рязанской губернии. Полк входил в состав 15-й пехотной дивизии. Второй батальон полка в Слободско-Украинской губернии при поселенной 2-й уланской дивизии

## Формирование и кампании полка
Полк сформирован 15 декабря 1763 года в составе 2-х батальонов — каждый из 1 гренадерской и 5 мушкетёрских рот и включён в число пеших полков Украинского корпуса.
16 июня 1764 года согласно указу Правительствующему Сенату, п. 2 «впредь содержать во всем по вновь конфирмованому пехотному ландмилицкому полку штату, всего десять пехотных, а именно: … Белёвский…»

16 января 1769 года наименован Белёвским пехотным; в 1796 г. переименован из пехотного в мушкетёрский и 31 октября 1798 года назван по имени своего шефа мушкетёрским генерал-майора Мансурова 1-го; 29 марта 1801 года назван по-прежнему Белёвским мушкетёрским.
С 1802 года приведён в состав 3 батальонов: гренадерского и 2 мушкетёрских, каждый из 4 рот. 16 мая 1803 года одна рота отчислена на сформирование Вологодского мушкетёрского полка, а взамен её сформирована новая. С 1804 по 1819 г. Белёвский полк нёс боевую службу на Кавказе.
В 1815 году он вошёл в состав отдельного Грузинского корпуса и состоял в 19-й пехотной дивизии. В 1819 г. император Александр I, в указе, данном генералу Ермолову, не находя возможным увеличить состав корпуса новыми полками, приказал выслать 10 полков на единовременное укомплектование Грузинского корпуса. По мере укомплектования полков, остающихся в Грузии и на линии, генералу Ермолову предписывалось отсылать кадры 11 полков, в том числе и Белёвского полка, назад. 4 ноября, приказом генерала Ермолова, Белёвский полк был соединён с Мингрельским, основной же кадр полка под именем Белёвского полка был возвращён в Европейскую Россию.
11 мая 1825 года император приказал переименования эти считать недействительными, Белёвскому полку считать своё старшинство с 1763 г., а Мингрельскому — с 1806 года.
В 1830 году 1 и 2-й батальоны Белёвского полка наименованы действующими, а 3-й — резервным. 16 февраля 1831 года последний отчислен на сформирование Люблинского пехотного полка, а взамен его сформирован новый.
28 января 1833 года полк переименован в егерский и, с присоединением к нему 31-го егерского полка, приведён в состав 4 батальонов действительных и 2 резервных.
В 1834 году упразднён 6-й резервный батальон, а в 1842 г. — 5-й, и все батальоны уравнены. 23 февраля 1845 г. 3-й батальон поступил на укомплектование Люблинского егерского полка, а взамен его сформирован новый.
В 1854 году, во время Восточной войны, Белёвский полк в составе 18-й дивизии принимал участие в военных действиях на кавказском театре войны, находился в сражении при Кюрюк-Дара и штурме Карса. Боевая служба полка отмечена пожалованием ему знаков за отличие в 1854 г.
В 1856 году полк назван Белёвским пехотным, а в 1864 г. наименован 71-м пехотным Белёвским полком. Во время русско-турецкой войны 1877—1878 гг. полк входил в состав 14-го армейского корпуса и находился в Нижне-Дунайском отряде генерала Циммермана в боях на Буджакских высотах и при взятии города Меджидия.
В 1879 году был сформирован 4-й батальон.
Полк — активный участник Первой мировой войны, в частности, Варшавско-Ивангородской и Виленской операций.

## Знаки отличий
1. полковое знамя простое, с надписью: «1763—1863», с Александровской юбилейной лентой;
2. знаки нагрудные для офицеров и на головные уборы для нижних чинов, с надписью: «За отличие в 1854 г.», пожалованы полку 30 августа 1856 г.

## Шефы полка
- 03.12.1796—09.10.1797 — генерал-майор Текутьев, Николай Григорьевич
- 09.10.1797—30.08.1804 — генерал-майор (с 24.09.1799 генерал-лейтенант) Мансуров, Пётр Иванович 1-й
- 30.08.1804—14.01.1809 — генерал-майор Рыкгоф, Ион Ионович
- 14.01.1809—01.01.1810 — полковник Бибиков
- 01.01.1810—22.06.1815 — полковник Мерлини, Станислав Демьянович

## Командиры полка
- 15.01.1731 — ? — полковник Колитин, Еремей
- 19.03.1736 — полковник Деоби (Приложение VII Экстракт выписанной о положении Нововоинского штата)
- 25.04.1752 — подполковник Бартих, Крестьян (Прибавление к Санкт-Петербургским Ведомостям за 5 мая 1752 года)
- 1765 — полковник Глебов, Николай
- 1776 — полковник Ливен, Иван Романович
- 22.09.1779 — 1786 — полковник Неклюдов, Сергей Васильевич
- 1786 — 08.09.1789 — полковник Текутьев, Николай Григорьевич
- 01.01.1793 — 14.09.1797 — полковник Перхуров, Пётр Ильич
- 10.09.1798 — 05.11.1799 — подполковник (с 22.09.1798 полковник) Велембахов, Фёдор Никитич
- 13.10.1800 — 10.01.1802 — полковник Муратов, Василий Андреевич
- 28.07.1802 — 23.12.1804 — полковник Маматказин, Григорий Варламович
- 15.06.1805 — 15.08.1808 — подполковник (с 23.04.1806 полковник) Тарасов, Никита Максимович
- 24.09.1811 — 10.08.1814 — майор Паш, Иван Ульянович
- 22.06.1815 — 23.01.1816 — полковник Мерлини, Станислав Демьянович
- 23.01.1816 — хх.хх.1816 — майор Гедримович, Игнатий Антонович
- хх.хх.1816 — 30.08.1816 — полковник Мерлини, Станислав Демьянович
- 28.12.1816 — 04.11.1819 — подполковник Згорельский, Василий Гаврилович
- 04.11.1819 — 02.10.1827 — полковник Сафьянов, Пётр Анастасьевич
- 19.10.1827 — 27.12.1829 — подполковник Лукьянов, Никифор Самойлович
- 01.03.1833 — 21.04.1833 — подполковник (с 01.03.1833 полковник) Даровский, Иван Антонович
- 21.04.1833 — 01.02.1838 — полковник (с 28.01.1838 генерал-майор) Караника, Спиридон Варфоломеевич
- 01.02.1838 — 29.02.1848 — подполковник (с 07.02.1838 полковник, с 06.12.1847 генерал-майор) Александрович, Владимир Дмитриевич
- 29.02.1848 — 29.12.1851 — полковник (с 08.04.1851 генерал-майор) Заливкин, Александр Петрович
- 29.12.1851 — 08.04.1856 — полковник Неелов, Павел Евгеньевич
- 08.04.1856 — 27.06.1861 — полковник Берхман, Эдуард Фёдорович
- 27.06.1861 — 31.10.1862 — полковник Макаровский, Платон Кириллович
- 31.10.1862 — 11.03.1864 — полковник Шкляревич, Николай Петрович
- 11.03.1864 — 03.05.1866 — полковник Филипьев, Иван Константинович
- хх.хх.1866 — 21.08.1875 — полковник Соловьёв, Александр Никитич
- 21.08.1875 — хх.хх.1879 — полковник Боргстрем, Александр Павлович
- хх.хх.1879 — 17.04.1879[5] — полковник фон Клуген, Цезарь (Цезарь-Александр) Яковлевич
- 04.05.1879 — 17.03.1886 — полковник Мажный, Дмитрий Васильевич
- 01.04.1886 — 04.01.1891 — полковник Николаев, Иосиф Иванович[6]
- 21.01.1891 — 19.01.1897— полковник (с 14.05.1896 генерал-майор) Носаржевский, Казимир Доменикович
- 05.02.1897 — 20.04.1903 — полковник Мартсон, Леонтий Владимирович
- 09.05.1903 — 12.11.1907 — полковник Ромашов, Андрей Васильевич
- 05.12.1907 — 18.11.1914 — полковник Беляев, Сергей Васильевич
- 23.12.1914[7] — 16.02.1916 — полковник (с 28.01.1916 генерал-майор) Галкин, Михаил Сергеевич
- 16.02.1916 — 14.04.1917 — полковник Мартынов, Евгений Николаевич
- 28.04.1917 — после 31.10.1917 — подполковник (с 28.08.1917 полковник) Махаев, Пётр Павлович
- 01.12.1917 — после 31.12.1917 — капитан Карпинский, Дмитрий Александрович (избран)

## Известные люди, служившие в полку
- Егоров, Сергей Васильевич — Георгиевский кавалер.
- Лебедев, Сергей Васильевич — учёный-химик, создатель синтетического каучука.
- Лодыгин, Александр Николаевич — инженер-электротехник.
- Ковалевский, Аркадий Макарович — советский военачальник, полковник.
- Корицкий, Николай Иванович — генерал-майор. Соратник М. Н. Тухачевского. Один из организаторов Сибирской военной школы.
- Хряпенков, Михаил Елисеевич — чекист, руководитель ГУПО НКВД СССР.